# Medaille voor het in Nood Opgeroepen Burger-vrijwilligerscorps van 1807
De Medaille voor het in Nood Opgeroepen Burger-vrijwilligerscorps van 1807 was een Russische onderscheiding en werd aan het lint van de Orde van Sint-Vladimir gedragen.
In 1807 liet tsaar Alexander I van Rusland burgers oproepen en bewapenen om een militie te vormen. De medaille werd ingesteld om deze heren, het ging niet om de talloze lijfeigenen, te belonen voor hun trouw en inzet.